# Valenci
Valenci fou bisbe de Còrdova (862-875) durant dos anys a la vacant de Saul, i docte en Sagrades Escriptures.
Va presidir el concili nacional celebrat a Còrdova el 862, convocat per Hostegesis (845-864) bisbe de Màlaga, nebot de Samuel i cunyat de Servando, comte del mossàrabs de Còrdova, a instàncies de l’emir Muhammad I (852-886).
L’objectiu d’aquest concili fou resoldre el conflicte teològic relatiu a l'antropomorfisme i altres doctrines herètiques propiciades per Hostegesis, que aliat amb els heresiarques Romà i Sebastià, pare i fill, propagaven l’antropomorfisme amb ajuda del govern musulmà en un intent d’apropar la seva religió a l’islam, davant de Samsó de Còrdova, prevere i abat del monestir de Sant Salvador de Peñamelaria des del 858, defensor de l'ortodòxia de l'Església i tractat per Hostegesis com a heretge.
Valenci en veure que les doctrines d'Hostegesis menyscabaven l'ortodòxia de l'Església, amenaçaven amb un nou cisma i provocaven escàndol a la població mossàrab, es va aliar amb l'abat Samsó, erigint-se tots dos com a defensors de la fe i de la veritable ortodòxia de l'Església davant l’heterodòxia d'Hostegesis.
Fou destituït el 864 de la seva seu de Còrdova, a instàncies del comte Servando per ordre de l’emir Muhammad I, i en el seu lloc fou nomenat Esteve, consagrat a la basílica de Sant Aciscle en residir Valenci a la seva seu diocesana, l'església dels Sants Faust, Genaro i Marcial, ja que no es van atrevir a despullar-lo en ser injusta i anticanònica la seva deposició.
Després de la seva deposició, l'abat Samsó fou perseguit i davant el temor de perdre el sacerdoci, es va exiliar voluntàriament a la seu vacant de Tucci (Martos) on va escriure l’Apologeticus on descriu el perfil d’Hostegesis amb la història de la seva disputa, demostrant l’ortodòxia de la fe, rebatent l’heterodòxia de la doctrina d’Hostegesis i deixant resoltes les disputes sobre les doctrines herètiques predicades per aquest a l’Església de Còrdova.